# جافريل كوهين
جافريل كوهين (بالعبرية: גבריאל כהן، 30 مايو 1928 - 9 أبريل 2021) سياسي وأكاديمي إسرائيلي. شغل منصب عضوا في الكنيست عن حزب المعراخ والعمل بين عامي 1965 و1969.

## السيرة الشخصية
ولد كوهين في القدس خلال فترة الانتداب، وانضم إلى البلماح عام 1948 وقاتل في الحرب العربية الإسرائيلية في ذلك العام. درس لاحقًا في الجامعة العبرية في القدس وجامعة أكسفورد.
في عام 1953 انضم إلى عهدوت هافودا، وفي عام 1965 انتخب عضوا في الكنيست على قائمة الاصطفاف (تحالف بين عهدوت هافودا وماباي). خسر مقعده في انتخابات عام 1969.
خارج السياسة، حاضر في تاريخ العصور الوسطى والتاريخ الحديث في جامعة تل أبيب، حيث أصبح أستاذاً في عام 1976. بين عامي 1983 و1986 شغل منصب عميد كلية العلوم الإنسانية في الجامعة، قبل أن يصبح عضوًا في مجلس التعليم العالي.